# Дуалла
Дуалла (англ. Dualla, также Dually ; ирл. Dubhaille) — деревня в Ирландии, находится в графстве Южный Типперэри (провинция Манстер) неподалёку от Кашел у трассы R691.